# ゾフィー (ウルトラシリーズ)
ゾフィー（Zoffy）は、円谷プロ制作の特撮テレビドラマ『ウルトラマン』をはじめとする「ウルトラシリーズ」に登場するキャラクター。1967年放送の『ウルトラマン』第39話で初登場。
古い資料ではゾフィなどと表記されることもある。作品によってはウルトラマンゾフィーとも呼ばれる。
なお、本記事では2022年公開の映画『シン・ウルトラマン』に登場する別キャラクター・ゾーフィについても記述する。

## 概要
ウルトラ兄弟の長兄。M78星雲光の国の宇宙警備隊の隊長でもあり、ウルトラの父に次ぐ立場にある。容姿は初代ウルトラマンに似ているが、リベット状の小突起が胸に6対、肩に3対付いており（詳細は#身体特徴を参照）、身体の赤色部分の形状が若干異なる。
地球に長期間滞在したことや主演した作品はないが、弟たちがピンチに陥った際には必ず駆けつけている。その実力はウルトラ戦士の中でもトップクラスとされているが、昭和ウルトラシリーズでは弟たちと同様に敵の罠に落ちたことや、単独で戦って敗北したこともあった。
しかし、主人公のサポート役に徹した時は効果的な働きをすることが多い。『ウルトラマンメビウス』では、新たに地球人サコミズ・シンゴとの絆が明かされた。
『ウルトラマン列伝』では、ウルトラマンゼロへの説明役として登場したことや、彼に代わって司会を務めたことがある。

### 設定の変遷
初登場の『ウルトラマン』最終回（第39話）では、シナリオに「ゾフィ」（英語では「SOURFY」）と表記され、『ウルトラマンレオ』までの出演クレジットも同様だったが、出版物や関連商品では「ゾフィー」と記されることが多く（英語では「Zophy」）、1984年の映画『ウルトラマンZOFFY』以降は「ゾフィー」に統一された。
本放送の終了時期の1967年4月に大伴昌司が作成した登場怪獣の設定表では、ベムラーら他の怪獣と共にゾフィーも宇宙人「ゾフィ」として「身長：2メートル / 体重：50キロトン」とのスペックのほか、主要武器として「ゼットンを自由にあやつる」との説明や、弱点として「スーパーガン」が挙げられている。終了直後に円谷プロが配布した文字資料でも「ゼットンを操る宇宙人」と記載されたため、それ以降の1960年代の書籍や雑誌ではゼットン星人と混同されて「謎の宇宙人ゾーフィ」と表記されたものや、「ゼットンを操っている悪の宇宙人」と記述されたものも存在し、不正確なイラスト（多くの場合、ウルトラマンのデザインにウルトラマンジャックのような細いラインを付けたもので、リベット状の突起〈1973年ごろの学年誌にてスターマーク、ウルトラブレスターと命名〉が胸の赤いラインの下部などに多々配されたもの）で紹介されたこともある。その後、『ウルトラマンA』第1話まで長らく登場しないなど出番に恵まれなかったが、出演の機会が増えてウルトラ兄弟の長兄として認知された1972年ごろからは、知名度が上がってソフビ人形などの商品化もされるようになった。
『メビウス』以降のシリーズでは、ウルトラ兄弟の中でも伝説的存在とされる「ウルトラ6兄弟」の1人に数えられている。
『ウルトラマン』第39話では宇宙警備隊員として登場したが、やがて隊長に昇格した。1991年に発売されたビデオ『ウルトラビッグファイトスペシャル1 誕生!光の超戦士』では、ウルトラマンを救ったことで隊長に昇格したと解説されている。
また、映画『大怪獣バトル ウルトラ銀河伝説THE MOVIE』の回想シーンや『ウルトラマンOFFICIAL DATA FILE』No.98から、新人時代に「ウルトラ大戦争」や「ベリアルの乱」において戦闘に参加していたことが判明した。

## 登場作品

### テレビシリーズ
- 『ウルトラマン』（1966年）：第39話
- 『ウルトラマンA』（1972年）：第1話、第5話、第13話・第14話、第23話、第26話・第27話、第35話
- 『ウルトラマンタロウ』（1973年）：第1話、第18話・第19話、第25話、第33話・第34話、第40話
- 『ウルトラマンレオ』（1974年）：第38話・第39話
- 『ウルトラマンボーイのウルころ』（2003年）：第175話、第205話、第210話、第225話、第255話
- 『ウルトラマンメビウス』（2006年）：第15話、第24話、第42話、第50話、後期OP
- 『ウルトラマン列伝』（2011年）：第35話、第39話、第86話 - 第90話
- 『ウルトラファイトオーブ 親子の力、おかりします!』（2017年）

### 映画
- 『ウルトラ6兄弟VS怪獣軍団』（1979年）
- 『ウルトラマン怪獣大決戦』（1979年）
- 『ウルトラマンZOFFY ウルトラの戦士VS大怪獣軍団』（1984年）
- 『ウルトラマン物語』（1984年）
- 『新世紀ウルトラマン伝説』（2002年）
- 『新世紀2003ウルトラマン伝説 THE KING'S JUBILEE』（2003年）
- 『ウルトラマンメビウス&ウルトラ兄弟』（2006年）
- 『大怪獣バトル ウルトラ銀河伝説 THE MOVIE』（2009年）
- 『ウルトラマンゼロ THE MOVIE 超決戦!ベリアル銀河帝国』（2010年）

### オリジナルビデオ
- 『ウルトラマングラフィティ おいでよ!ウルトラの国』（1990年）
- 『ウルトラマン超闘士激伝』（1996年）
- 『ウルトラマンネオス』（2000年）：第2話、第11話・第12話
- 『ウルトラマンメビウス外伝 ヒカリサーガ』SAGA2、SAGA3（2006年）
- 『ウルトラマンゼロ外伝 キラー ザ ビートスター』（2011年）
- 『ウルトラマンサーガ ゼロ＆ウルトラ兄弟 飛び出す!ハイパーバトル!!』（2012年）

### Webドラマ
- 『ウルトラギャラクシーファイト ニュージェネレーションヒーローズ』（2019年）
- 『ウルトラギャラクシーファイト 大いなる陰謀』（2020 - 2021年）
- 『ウルトラギャラクシーファイト 運命の衝突』（2021 - 2022年）

### 雑誌連載
- 雑誌連載『アンドロメロス』（1981年）
- 雑誌連載『ウルトラマンノア バトルオブドリームNOA』（2003年）

### 漫画
- ウルトラゾフィ（さいとうあきら 小学一年生 1972年9月増刊号掲載）
- 帰ってきたウルトラ兄弟・隊長ゾフィー（居村真二 てれびくん 1979年1月号 - 2月号連載）
- なくなゾフィー（制野秀一 小学三年生 1979年5月号付録まんが大行進掲載）
- ゾフィーの伝説（かたおか徹治 コロコロコミック 1979年12月号 - 1980年1月号連載）
- ゾフィー死闘五番勝負（制野秀一 小学三年生 1980年2月号付録まんが大行進掲載）
- ゾフィーの戦い（かたおか徹治 コロコロコミック 1980年11月号 - 1981年3月号連載）
- ゾフィー死の決戦（制野秀一 小学三年生 1981年1月号付録まんが大行進掲載）

## ゾフィーを演じた人物

### 声の出演
浦野光
- 『ウルトラマン』第39話
- 『ウルトラマンZOFFY ウルトラの戦士VS大怪獣軍団』
- 『ウルトラマンフェスティバル2016』(特別出演)

阪脩
- 『ウルトラマンA』第5話・第35話

納谷悟朗
- 『ウルトラマンA』第5話（一部の掛け声のみ）

中曽根雅夫
- 『ウルトラマンA』第5話・第13話・第26話（一部の掛け声のみ）

市川治
- 『ウルトラマンA』第13話

山下啓介
- 『ウルトラマンA』第23話

篠田三郎
- 『ウルトラマンタロウ』第18話・第34話（後者は掛け声のみ）

鹿島信哉
- 『ウルトラマンタロウ』第33話・第34話

酒井郷博
- 『ウルトラマンレオ』第38話・第39話

津田喬
- 『ウルトラマン物語』

二又一成
- 『ウルトラマングラフィティ おいでよ!ウルトラの国』

江原正士
- 『ウルトラマン超闘士激伝』

大滝明利
- 『ウルトラマンネオス』第2話・第11話・第12話

宮林康
- ゲーム『ウルトラマン』

田中秀幸
- 『ウルトラマンメビウス』第15話・第24話・第42話・第50話
- 『ウルトラマンメビウス&ウルトラ兄弟』
- 『ウルトラマンメビウス外伝 ヒカリサーガ』SAGA2・SAGA3
- 『ウルトラマンメビウス外伝 ゴーストリバース』
- 『大怪獣バトル ウルトラ銀河伝説 THE MOVIE』
- 『ウルトラマンゼロ THE MOVIE 超決戦!ベリアル銀河帝国』
- 『ウルトラマンゼロ外伝 キラー ザ ビートスター』
- 『ウルトラマン列伝』第35話・第39話・第86話 - 第90話
- 『ウルトラマンサーガ ゼロ&ウルトラ兄弟 飛び出す!ハイパーバトル!!』
- 『新ウルトラマン列伝』第1話
- 『ウルトラファイトオーブ 親子の力、おかりします!』
- 『ウルトラマンジード つなぐぜ! 願い!!』

武内駿輔
- 『ウルトラギャラクシーファイト 大いなる陰謀』
- 『ウルトラギャラクシーファイト 運命の衝突』

※一部の作品では、初代ウルトラマンやウルトラマンジャックの音声を加工したものが用いられている。

### スーツアクター
※出典が確認できたもののみ記載
古谷敏
- 『ウルトラマン』第39話

久須美護
- 『ウルトラマンA』第13話・第14話

西条満
- 『ウルトラマンタロウ』第18話

影信之介
- 『ウルトラマンレオ』第38話・第39話

稲田芳寛
- 『ウルトラマン物語』

小宮啓志
- 『ウルトラマンネオス』

大滝明利
- 『ウルトラマンネオス』

外島孝一
- 『新世紀2003ウルトラマン伝説 THE KING'S JUBILEE』

福田大助
- 『ウルトラマンメビウス&ウルトラ兄弟』

大西雅樹
- 『大怪獣バトル ウルトラ銀河伝説 THE MOVIE』

稲庭渉
- 『ウルトラマンオーブ』第25話

## データ

須賀川市に設置されているゾフィーの像。M87光線のポーズ（Aタイプ）をとっている。

- 地球上活動時間：3分間[13]
- 職業：宇宙警備隊隊長
- 趣味：体操[25]
- 家族構成
  - 父：ウルトラの父の親友であったが、ゾフィーが子供のころに戦死した。
  - 母：詳細は不明であるが、すでに亡くなっている。
- 普段は支部の1つ、M25星雲で指揮をとっている。

### 身体特徴
ゾフィーは胸と肩に複数のボタン状の突起を備えている。
1970年代の資料では、これらはエネルギー増幅装置「ウルトラブレスター」とされていた。取り外しが可能で、戦況に応じて装備数を変えられるが、『ウルトラマンA』客演時のエースキラー戦では油断して肩のブレスターを付け忘れたことが敗因になったと語られていた。
その後は以下のように設定が整理されている。
スターマーク
胸にある6対の突起。ウルトラ戦士でこれを持つのはゾフィーとウルトラマンヒカリだけで、ゾフィーのものは対怪獣軍団戦の武功を、ヒカリのものは調査研究などの功績を称えた勲章である。
『ウルトラファイトオーブ 親子の力、おかりします!』では、ゾフィーがウルトラマンオーブに対レイバトス戦の武功を称えて授与しようとしたが、辞退されている。
ウルトラブレスター
宇宙警備隊隊長の地位を示す肩の3対の突起。

### 能力
M87光線
ウルトラ兄弟最強の威力を持つとされる熱エネルギーを凝縮した高熱光線。名称は、「光の国公認宇宙記録の87万度を達成した奇跡（ミラクル、Miracle）の熱線」を意味すると説明されている。発射ポーズは、右手を前方に伸ばして発射するAタイプと両腕をL字型に組んで発射するBタイプがある。ゲーム『ウルトラマン Fighting Evolution 0』では、M87光線を真の威力で使えるのはゾフィーのみとされている。
当初は披露の機会が少なく、『ウルトラマンA』では第1話、第13話、第23話でAタイプのポーズを取っているが、発射はしていない。初登場は『ウルトラマンA』第14話でゾフィーの能力を奪ったエースキラーがエースロボットに対して使用したものであった。その後、『ウルトラマンタロウ』第34話でゾフィー本人がBタイプと思われる光線を放っているが、ポーズも形状も一定していない。その後、映画『ウルトラ6兄弟VS怪獣軍団』　(1979年)  でゴモラに苦戦していた初代ウルトラマンとハヌマーンを他の兄弟と共に必殺光線一斉発射で救出するシーンではAタイプと思われる光線を放っているが、詳細は不明である。明確に映像化されたのは、映画『ウルトラマンZOFFY』（1984年）の劇中が初であり、その後は映画『ウルトラマン物語』（1984年）や『ウルトラマンメビウス』（2006年）への客演時などで披露されるようになった。
ポーズの関係上、AタイプはBタイプより発射時の照射範囲が狭いが、『ウルトラマンメビウス』第42話で科学特捜隊当時のサコミズの回想シーンでは広範囲へ拡散させながらの発射や、発射中に身体の向きを変えることでなぎ払うような長時間発射が可能なことが描写されており、彼の乗機を囲んだ異星人の円盤群をこれで一掃している。
劇場版『ウルトラマンメビウス&ウルトラ兄弟』（2006年）では、地球の成層圏外から地上に向けて放ったため、地球を傷付けないよう威力を10分の1程度に抑えたとされる。
『ウルトラファイトオーブ 親子の力、おかりします!』（2017年）では、レイバトスに復活させられたバードンを一撃で葬り、かつての雪辱を果たした。
内山まもるの漫画『ジャッカル対ウルトラ兄弟』（1975年から1976年まで発表後、『ザ・ウルトラマン』第1巻に収録）では、メロスの鎧を借りて彼に扮しているシーンで一度だけ、スペシウム光線と同じく両腕を十字型に組むポーズで発射している。しかし、後年のアニメ化作品『ザ・ウルトラマン ジャッカル 対 ウルトラマン』では、該当シーンでもAタイプのポーズで発射している。
真船一雄の漫画『ウルトラマンSTORY 0』第1話では、ゼットン3体を一撃で葬り、その余波だけで周辺の街さえ跡形も残さず消し去ってしまうほどの威力を見せた。
呼称については『ウルトラマンA』の作中では「エムハチジュウナナ」光線と呼ばれていたが、1990年の帯番組『ウルトラマンM715』以降は「エムハチナナ」光線と呼ばれている。しかし、『ウルトラマンギンガS』でウルトラマンギンガストリウムが使用する際は「エムハチジュウナナ」光線と発声されている。
ビッグM87光線
内山の漫画『飛べ！ウルトラ戦士』の一編「死闘！ウルトラ月要さい」（1979年に発表後、『ザ・ウルトラマン』第4巻に「月面要さい大作戦」と改題して収録）で使用。月面にてベーダー人との最終決戦時、組体操のピラミッド状に積み重なったウルトラ5兄弟とウルトラマンレオの上にゾフィーが立ち、自分のカラータイマーに7人全員のエネルギーを集めて放つ、最強のM87光線である。月すら破壊しかねない威力と7人全員を瀕死に陥らせるほどのエネルギーの消耗にはゾフィーも使用を躊躇しており、最終的には月面に対して平行に放ったために月はかろうじて無事だったものの、集結していたベーダー人たちは武器や円盤ごと跡形もなく消滅した。
2021年には、銀座博品館劇場にて開催されたライブステージ『ウルトラ6兄弟 THE LIVE in博品館劇場 -ゾフィー編-』でも使用された。こちらでは、ゾフィーがウルトラ5兄弟に支えられながら全力で放つM87光線という設定になっており、エンペラ星人による復活を経て合体したグリムドを一撃で倒している。
Z光線（ゼット光線）
両手の先を合わせて発射する敵を痺れさせる電撃光線。『ウルトラマンタロウ』第18話で使用してバードンを一時的に麻痺させたが、大ダメージには至らなかった。『ウルトラマンサーガ ゼロ＆ウルトラ兄弟 飛び出す!ハイパーバトル!!』でも、ウルトラマンゼロの救援に駆けつけた際にバードンへ使用している。
『ウルトラマンタロウ』当時の設定や映画『ウルトラマン怪獣大決戦』ではこの光線がM87光線と紹介されたこともあったが、その後は別物として扱われている。
ウルトラフロスト
ウルトラマンジャックが光怪獣プリズ魔戦で使用した技と同じで、両手を合わせて「ウルトラフロスト」の技名と共に超低温の冷凍ガスを放射する。バードンに倒されたタロウを治療するためにウルトラの星へ運ぶ際、この技を使ってタロウの身体を冷凍状態にした。
ウルトラ霞斬り
ウルトラマンの技と同じ。『ウルトラマンボーイのウルころ』でブラキウムに大ダメージを与えた。
トゥインクルウェイ
宇宙空間を越えて物体を転送する特殊誘導光線。バードンに倒されたタロウをウルトラの母に治療してもらうため、ウルトラの星へ運んだ。
テレポーテーション（異次元テレポーテーション）
通常空間から異次元空間へ瞬時に移動が可能。『ウルトラマンA』第23話で南夕子を異次元へ送った。
ウルトラクロスガード
映画『ウルトラマンZOFFY』で、突然襲ってきた宇宙船の光線を両腕を交差させて防いだ。
ウルトラチャージ
ゴルゴダ星でヤプールの罠にかかった時に使用。ウルトラ4兄弟がAを取り囲み、自分たちのエネルギーを与えてAだけを脱出させた。『ウルトラマンメビウス&ウルトラ兄弟』では、緑色の光エネルギーをウルトラマンメビウスのカラータイマーに向けて放ち、回復させた。
ウルトラリバース
人間と一体化してその姿を一時的に借りるというウルトラ6兄弟共通の特殊能力。『ウルトラマンタロウ』第33話・第34話で使用。
ゾフィーチョップ
高い身体能力から繰り出すチョップ。突進してくるバードンを跳躍でかわしながら瞬時に鋭い手刀を浴びせ、池へ転落させた。
ゾフィーキック
ゾフィーの放つ、多彩なキックの総称。アリブンタやグランドキングなどとの戦いで放った飛び蹴りのほか、復活したウルトラマンベリアルとの戦いでも、連続回し蹴りなど数種類のキックを披露した。
スペシウム光線
内山の漫画『かがやけ ウルトラの星』で使用。ウルトラマンやウルトラマンジャックの使用する技と同じで、作中ではプルーマを倒した。
2013年から稼動されたアーケードゲーム『大怪獣ラッシュ ウルトラフロンティア』でも、持ち技の1つとして使用している。
Webドラマ『ウルトラギャラクシーファイト 大いなる陰謀』では初代マンやジャックと共に使用。
M87光剣
かたおか徹治の漫画『ゾフィーの戦い』で使用。剣を持った状態でM87光線の構えを取り、剣先から光の剣を放って敵を貫く技。
プラズマ発光
漫画『ゾフィーの戦い』で使用。全身にプラズマエネルギーを纏って突撃する。作中では大剣を抱えて発動し、敵を貫いた。
ウルトラビッグ
漫画『ゾフィーの戦い』で使用。自分より数十倍以上の巨大な怪獣とほぼ同じくらいのサイズにまで、巨大化できる。
ウルトラギロチン、ストリウム光線、フォッグ光線、アタック光線
漫画『ゾフィーの戦い』で使用。いずれも他のウルトラ兄弟の技であり、怪獣に対する連続攻撃として、前述のスペシウム光線も含めて連射した。
フリーザー光線
漫画『ゾフィーの戦い』で使用。すべてを凍らせる光線で、より威力の高いウルトラフリーザーという上位技も持つ。
フリーザーボール
漫画『ゾフィーの戦い』で使用。ウルトラフリーザーで作り出したボールを用い、ウルトラスピンキックで怪獣に向けて蹴り込み、直撃した怪獣を凍結・粉砕した。
レインボー光線
漫画『ゾフィーの戦い』で使用。ウルトラ56部隊の隊長・レッドファイターから教わった技。7人に分身し、7分身の光線を合体させて放つ光線技。
テレパシー
ゾフィーはウルトラ族の年長者が使えるこの能力が特に秀でており、ウルトラサインなしでも兄弟の危機を察知できる。
ウルトラマンヒカリに、光の国への帰還を促す際に使用。また、メビウスフェニックスブレイブとエンペラ星人との最終決戦の際には、CREW GUYSのサコミズ隊長に自身への一体化を促した。

### 他の戦士との連帯技
5兄弟リフター
ウルトラ5兄弟が高速回転しながら敵を空中に放り投げる合体技。『ウルトラマンタロウ』第34話でこの技を受けたテンペラー星人は空中を舞い、タロウのネオストリウム光線で撃破されることとなる。
必殺光線一斉発射（グランドスパーク）
テンペラー星人の宇宙船に向けて自身のM87光線と共に、初代ウルトラマンがスペシウム光線、ウルトラセブンがワイドショット、ウルトラマンジャックがシネラマショット、ウルトラマンAがメタリウム光線を一斉に発射し、大爆発させた。『ウルトラ6兄弟vs怪獣軍団』でもゴモラに対して使用し、苦戦していた初代ウルトラマンとハヌマーンを救出した。『ウルトラマン物語』でもグランドキングに対して使用したが、効果は無かった。
映画『ウルトラマンゼロ THE MOVIE 超決戦!ベリアル銀河帝国』ではダークロプスの大群を倒した。
ウルトラ6重合体
ウルトラベルを炎の中から取り出す際にタロウの体にウルトラ5兄弟が合体した。
合体光線フルパワー
内山まもるの漫画『ウルトラ戦士 銀河大戦争』で使用。ゾフィーによる指揮のもと、初代マンから80までのウルトラ兄弟9人でスクラムを組んで発射する合体光線で、作中ではバルタン星人とエースキラーの大軍を一撃で吹き飛ばした。
ウルトラブリット
漫画『ウルトラマンSTORY 0』で登場。セブンとの連携技。ミクロ化して身体をバリアで覆ったセブンが、ゾフィーの光線を背後から受けて加速しながらアイスラッガーを手に持ったまま相手の身体へ突貫し、元の大きさに戻りながら突き抜ける。
赤い光線
正式名称は不明。OV『ウルトラマンゼロ外伝 キラー ザ ビートスター』で初代マンやセブンと使用した技。3人が手をつないで輪を作り、回転することで発射される。ビートスターが惑星ブラムに衝突する際、時間稼ぎとして使用した。
ゼロとゾフィーのコンビネーション戦法
『てれびくん』の付録DVD『ウルトラマンサーガ ゼロ＆ウルトラ兄弟 飛び出す!ハイパーバトル!!』で使用。ウルトラマンゼロのゼロツインソードにM87光線を当てて、撃ち出す技。怪獣兵器バードンを倒した。

### 道具・武器
ベーターカプセル
ハヤタ隊員がウルトラマンに変身する際に使用するものと同一形状。『ウルトラマン』第39話で、赤い球体内へ収容したウルトラマンとハヤタの身体を分離させるために使用した。
ウルトラコンバーター
『ウルトラマンA』第5話で装着していたエネルギー補給する際に用いる十字形のブレスレット型アイテム。活動用エネルギーを蓄えており、これを与えてエネルギーが尽きかけていたAを回復させた。
『ウルトラマンサーガ ゼロ&ウルトラ兄弟 飛び出す!ハイパーバトル!!』でも、バット星人のアンチウルトラフィールドによってエネルギーを奪われていたゼロに与え、回復させた。
ウルトラマジックレイ
熱エネルギーを放射する多面体アイテム。『A』第35話でドリームギラスとの水中戦に苦戦するAを助けるために天空から投下し、湖水を蒸発させた。

## 劇中での活躍

### 『ウルトラマン』に登場したゾフィー
最終回（第39話）に登場。ウルトラマンを倒したゼットンが科学特捜隊に倒された直後、赤い球体の姿で地球に飛来する。この際、ムラマツとフジにウルトラマンと誤認され、岩本博士には「光の国の使い」と称されている。2つ所有していた命の1つを与えて瀕死のウルトラマンを復帰させると、地球の平和は人間の手で掴み取ることに価値があると諭して光の国へ帰るようにウルトラマンを説得したが、自分の生命をハヤタに譲りたいと願うウルトラマンに感銘を受けてハヤタにも新たな生命を与えて蘇生させ、2人を分離させてからウルトラマンを光の国へ連れ帰った。
- 胴体部分は新造ではなく、ウルトラマンの最初期スーツであるAタイプを改造したにせウルトラマンのスーツを再改造したもの[46][47]。マスクはCタイプの原型から抜かれたものである[46][47]が、目がウルトラマンより微妙に上の位置についており、覗き穴が開いていないため、古谷敏は助監督の声に合わせて演じ、ウルトラマンより固い動きを意識したという[48]。また、顔の中央のとさか部分の先端が黒く塗装されているなどの特徴がある[46][47]。撮影後は再びウルトラマンに改造され、アトラクション用スーツとして用いられた[46]。
- 企画の初期段階では「ウルトラマンの実兄」という発想であり、美術デザインを担当した彫刻家の成田亨は「ウルトラマンの兄を登場させるのでウルトラマンに何かを付け加えて」との指示を受けた。なお、成田のデザイン画では上記のとさかの黒い部分は存在しない。
- 準備稿の段階では、ウルトラマンに代わってゼットンと戦い、上空からスペシウム光線を浴びせてゼットンを撃退している。その後、ウルトラマンが自身を犠牲にしてその命をハヤタに譲るという展開が考えられていた[49]。ゼットンとゾフィーが戦う展開は、後年のゲーム『ウルトラマン Fighting Evolution3』（PlayStation 2）で実現している。また、『メビウス』第27話でイカルガ・ジョージが言った「真上にバリアーはない」という台詞は、この初稿シナリオに書かれていたゼットンの最期に起因している。
- 『ウルトラマン』第7話にノアの神と呼ばれるウルトラマンに酷似した像が登場しているが、漫画『ウルトラマンSTORY 0』ではノアの神のモデルとなったのはゾフィーとされており、古代の地球に訪れてアントラーと戦っている。

### 第2期ウルトラシリーズに登場したゾフィー
『帰ってきたウルトラマン』本編には未登場だが、放映当時に雑誌上でウルトラ兄弟が設定され、その長兄と位置づけられた。最終回（第51話）では、バット星人がウルトラ兄弟のメンバーとして彼の名前を挙げている。第2期ウルトラシリーズでは、主人公のサポート役としては活躍したものの、怪獣を単独で退治したことはなく、不覚をとる場面が多かった。
『ウルトラマンA』
第1話、第5話、第13話・第14話、第23話、第26話・第27話、第35話に登場し、単独客演は第5話、第23話、第35話。
第1話ではウルトラ兄弟の長男として5年ぶりに姿を見せ、ウルトラマンエースが北斗星司と南夕子にウルトラリングを授けるのを見届けた。
第5話では、苦戦するエースのエネルギーをウルトラコンバーターで回復させると、エースとともにギロン人やアリブンタと戦い、初の実戦を披露した。
第13話・第14話ではヤプール人の罠に落ち、ゴルゴダ星の十字架に磔にされてしまう。第23話では夕子をエースに変身させるため、北斗のいる異次元に運んだ。
第26話・第27話でヒッポリト星人にブロンズ像にされたAのウルトラサインをキャッチして地球に飛来したが、初代マンとともに一瞬でカプセルに閉じこめられ、エースを含めた4兄弟とともにブロンズ像にされてしまう。だが、ウルトラの父とエースの活躍により復活する。
第35話では少年の超獣ドリームギラスが出現したとの言葉を信じなかった北斗を、ウルトラの星からのテレパシー映像で叱責し、水中戦を苦手とするエースを援助するため、「ウルトラマジックレイ」を送り込んで一時的に湖の水を蒸発させた。
- 第1話、第5話に登場したゾフィーのスーツと第13話〜第27話に登場したゾフィーのスーツは、ジャックのスーツをリペイントしてボタンを加えたもの。掛け声はジャックの流用。
- 第23話は、準備稿ではセブンが客演予定だった。

『ウルトラマンタロウ』
第1話、第18話・第19話、第25話、第33話・第34話、第40話に登場し、単独客演は第18話のみ。
第1話では、アストロモンスとの戦いで瀕死の重傷を負った東光太郎をウルトラの国に運び、ウルトラマンタロウと合体させた。
第18話ではバードンに敗れたタロウをウルトラの国に運んだ後、バードンと戦って序盤は善戦するが敗死してしまう。この際は北島隊員や南原隊員、子供たちに名前を認知されていたほか、ナレーションに「ウルトラゾフィー」と呼称されている。
後に第25話で元気な姿で再登場し、タロウらとともにウルトラ6重合体を果たしてウルトラベルを入手した。ゾフィーの復活については劇中で何の説明もないが、設定の補遺は当時の視聴者層の児童に圧倒的な浸透率を誇っていた小学館の学年別学習雑誌で行われていた。『小学二年生』1973年10月号の「ウルトラ大特集 ゾフィー物語」にウルトラの母による手術が始まったことが掲載され、翌11月号の「ウルトラの国100のひみつ」で無事に手術が成功したと伝えられていた。
第33話・第34話ではタロウに招かれたウルトラ兄弟が地球の海岸でバーベキューパーティーを行うことになったが、他の兄弟が人間の姿で海岸にいた中、自分だけは人間に変身できないため、巨大化した状態で海中に立っていた。ウルトラ兄弟を打倒する目的でウルトラの国ではなく地球を襲うことになったテンペラー星人との戦いでは、当初はタロウの戦いを海岸から見守っていたが、タロウを陰ながら助けようと、ZATに協力する大谷博士の身体を借りた（初代マン、セブン、ジャック、エースはZAT隊員の身体を借りた）ほか、通りすがりのバレーボールチームの身体を一時的に借りてテンペラー星人と戦った。
第40話では海王星でタイラントと対戦するものの敗れる。
・第1話、第18話に登場したゾフィーのスーツは、ウルトラマンAの第13話〜第27話まで登場したスーツの流用だが、第18話に登場した時点では、スターマークとウルトラブラスターがメッキ仕様になっている。
『ウルトラマンレオ』
第38話・第39話に登場。ババルウ星人の計略にかかり、レオと同士討ちをしてしまう。初代マン、ジャック、エースとは違い、冷静な態度を見せている。また、兄弟を代表してウルトラマンキングと握手している。

### 『ウルトラマンメビウス』に登場したゾフィー
テレビシリーズ『ウルトラマンメビウス』のほか、劇場版『ウルトラマンメビウス&ウルトラ兄弟（以下、劇場版）』や、インターネット配信番組『ウルトラマンメビウス外伝 ヒカリサーガ』、OV『ウルトラマンメビウス外伝 ゴーストリバース』に登場。
以下、時系列順に解説。
第1話では、初代マン、セブン、ジャック、エース、タロウとともにイメージのみ登場。
第15話では、ウルトラマンヒカリの意識内に現れ、彼に光の国への帰還を命令する。その後、『ヒカリサーガ』SAGA2でベムスターに苦戦するヒカリを援護してベムスターを倒すと、ヒカリを宇宙警備隊に勧誘する。
劇場版では、初代マンからエースまでの4兄弟やメビウスに、危機が迫っていることをウルトラサインで告げる。そして、Uキラーザウルス・ネオの復活時、タロウとともに登場してメビウスらにエネルギーを与え、ともにUキラーザウルス・ネオを倒す。その直後、第24話でヤプールの復活を察知してメビウスの救援に向かおうとしていたタロウを制止し、メビウスの成長を促そうとする。
『ヒカリサーガ』SAGA3では、ヒカリに大いなる危機（途方もない脅威）が地球に迫っていることを話し、彼がその調査を希望した際に難色を示すウルトラの父を説得し、ヒカリの希望を認めさせる。
第42話では、サコミズの回想シーンに登場。亜光速移動実験中に異星からの侵略者に包囲されたサコミズの前に現れて円盤群を一掃すると、地球から遠く離れた場所で人知れず人類を守っていることや、人類の将来に期待していることを語る。
最終回（第50話）では、ウルトラ戦士と人類の絆を示すためにサコミズと再会して一体化し、メビウスとともにエンペラ星人と戦い、消滅させる。
OV『ゴーストリバース』では、ヒカリからのウルトラサインを見てエースとタロウを怪獣墓場へ向かわせる。
- 肩や前腕のラインは第15話や第24話、『ヒカリサーガ』では見られる（『新世紀ウルトラマン伝説』で作られたスーツ）が、劇場版と第42話以降では見られない（新規スーツ[54]）。これは、初代マンのマスクが劇場版ではテレビシリーズのいわゆるAタイプを模した姿となっていた一方、テレビシリーズ客演時にはCタイプに基づいていたことと同様に、旧シリーズでの設定の錯綜がそのまま残されている。
- 第29話での登場も予定されていたが、作中での立場が確定していなかったため、タロウに変更された[55][56]。
- 「『メビウス』でゾフィーの人間体が発覚する」という紹介が番組公式サイトや一部雑誌で発表されていたが、これはCBCの広報担当者が勘違いしただけであり、シリーズ構成担当の赤星政尚は「ゾフィーの人間体を明かす気はなかった」と述べている[55]。しかし、サコミズをゾフィーの変身態として登場させる案は存在した[57]。

### 『大怪獣バトルシリーズ』以降に登場したゾフィー
映画『大怪獣バトル ウルトラ銀河伝説 THE MOVIE』
ウルトラマンベリアルをウルトラマンやウルトラセブンとともに迎え撃ち、彼らが敗北した後は単独でベリアルに善戦するもののM87光線をギガバトルナイザーで防御されたうえ、高高度から地面に叩きつけられて動けなくなり、ウルトラの星の凍結に巻き込まれてしまう。だがその後、ウルトラマンゼロがベリアルを倒してエネルギーコアを取り戻したことで復活する。ラストシーンでは他のウルトラ戦士たちとともにウルトラマンキングの演説を聞いている。また、過去のベリアルの襲来シーンにて、スターマークがない若いゾフィーが登場している。
- 当初は過去の姿を登場させる予定はなかったが、造型の品田冬樹からウルトラの父の過去の姿を制作することが提案されたことを受け、監督の坂本浩一がゾフィーの過去の姿も登場させることを提案した。
- 本作品のパンフレットの初版では「宇宙整備隊隊長」と誤植されていたが、重版では「宇宙警備隊隊長」と修正されている。

映画『ウルトラマンゼロ THE MOVIE 超決戦!ベリアル銀河帝国』
光の国を襲撃したダークロプスの痕跡を宇宙警備隊本部で調べる。アナザースペース（異世界宇宙）へ旅立つゼロに他のウルトラ戦士たちとともにエネルギーを与えて見送った後、カイザーベリアルによって光の国へ送り込まれてきたダークロプス軍団を他のウルトラ戦士たちとともに迎え撃つ。
OV『ウルトラマンゼロ外伝 キラー ザ ビートスター』
ビートスター天球で戦っていたウルティメイトフォースゼロの危機に初代ウルトラマンやウルトラセブンとともに駆けつけ、天球のコースを変える時間稼ぎを行う。事件解決後、ゼロに宇宙で不穏な動き（映画『ウルトラマンサーガ』におけるバット星人の暗躍）が起きていることや、近いうちにまた会うことになるかもしれないことを告げ、光の国に帰還する。
『ウルトラマン列伝』
第35話ではゼロを光の国に呼び戻し、ゼットンによく似たマイナスエネルギーが感知されたことを伝え、その対策としてこれまでのゼットンとウルトラ戦士たちの戦いをゼロに見せ、警告と助言を送る。第86話から第90話までの『ウルトラマンメビウス&ウルトラ兄弟』分割放送の際には、各話の解説や次回予告のナレーションをゼロに代わって行っている（これは同時放送の『ウルトラゼロファイト』でのゼロの状況を考慮してのこと）。
『てれびくん』付録DVD『ウルトラマンサーガ ゼロ&ウルトラ兄弟 飛び出す!ハイパーバトル!!』
バット星人によって送り込まれてきた怪獣兵器バードンに苦戦するゼロの救援にウルトラコンバーターを持って駆けつけ、ゼロとともにバードンと戦う。このエピソードは、『ウルトラマン列伝』第43話でも触れられている。
『新ウルトラマン列伝』
第1話にて初代マンやセブンと共に歴代ウルトラ戦士と地球人の出会いを振り返った後、新たなる戦士であるウルトラマンギンガを紹介する。
『ウルトラマンギンガS』
本人は登場しないが、ウルトラマンギンガストリウムの持つウルトラ6兄弟の力のうち2つにM87光線とZ光線のイメージが登場。M87光線は、ファイヤーゴルザ（SD）を倒す際やファイブキング（SDU）のガンQの部位を破壊する際に使用されている。
『ウルトラファイトオーブ 親子の力、おかりします!』
レイバトスに召喚された亡霊怪獣軍団に苦戦するゼロを救援するため、セブンやジャックとともに駆けつける。自身はバードンと戦って勝利したほか、オーブがセブンとゼロによる特訓を受けている間にはジャックとともにタイラントを足止めする。
『ウルトラマンジード』
第1話と劇場版に登場。
第1話では他のウルトラ兄弟やゼロ、宇宙警備隊訓練生とともにベリアルと戦った。劇場版では、ウルトラサインでウルティメイトフォースゼロをサイドスペースに向かうように指示した。
そのほか、ウルトラマンジード ロイヤルメガマスターが第17話でブラザーズシールド、第22話で87フラッシャーを使用した際、それぞれイメージとして登場した。
Webドラマ『ウルトラギャラクシーファイト』
第1作『ウルトラギャラクシーファイト ニュージェネレーションヒーローズ』ではウルトラ5兄弟とともに登場し、光の国からニュージェネレーションヒーローズの戦いを見守る。
第2作『ウルトラギャラクシーファイト 大いなる陰謀』では、第1章および第2章に登場。第1章ではマガオロチおよびルーゴサイトの討伐を指揮する。第2章ではウルトラ大戦争終結後のスターマークやウルトラブレスターがない若年期の姿が登場し、力への欲求で暴走したベリアルを止めようとするものの撃退される。その後、現在の時間軸ではウルトラ5兄弟とともに並行同位体のグア軍団やベリアル、ウルトラマントレギアと交戦する。

### その他の映像作品
映画『ウルトラマンZOFFY ウルトラの戦士VS大怪獣軍団』
ホスト役として歴代ウルトラマンの活躍を観客に語った。なお、この映画では劇中ではゼットンに敗れたウルトラマンを助けに来た際のウルトラマンとの会話がテレビシリーズのものとは大きく異なっており、ウルトラマンからゼットンはどうなったかの尋ねられると自分がゼットンを倒したような答えを返している。
OV作品『ウルトラマンネオス』
宇宙警備隊隊長として登場し、地球にネオスを派遣したほか、物語終盤でネオスが生命の危機に陥った際にはセブン21とともに支援や警告を行なった。
- スーツは新造型。

『ウルトラマンボーイのウルころ』
新撮部分にも幾度か登場している。
第175話ではケットル星人とバレーボールのパス練習を行った。
第205話ではサタンビゾーを倒したブラキウムと対決した。
第210話ではピンチに陥るもGUTS遊撃隊登場の支援を受けた。
第225話ではゴース星人の実況を受けながらケットル星人と1対1でバレーボール対決を行った。
第255話にはアルギュロスが化けたにせゾフィーの罠にかかったレオを助け、アルギュロスとサタンビゾーを倒した。
そのほか、劇場版映画『ウルトラ6兄弟VS怪獣軍団』『ウルトラマン物語』『新世紀ウルトラマン伝説』『新世紀2003ウルトラマン伝説 THE KING'S JUBILEE』などにも兄弟とともに出演した。

### 他作品に登場したゾフィー
シリーズ作品の主人公ではないために映像作品での出番は少ないが、小学館の学年別学習雑誌や月刊コロコロコミックで断続的に掲載された漫画作品（内山まもる著、後に『ザ・ウルトラマン』の単行本に収録）や月刊コロコロコミックに連載された『ウルトラ兄弟物語』（かたおか徹治著）では、主役級の活躍をすることがあった。また、多くの部下を率いて怪獣や宇宙人との戦いの最前線に立ったり、さまざまな強敵を相手に戦うその強さから、個人的に命を狙われたこともあった。
『ウルトラマン80』本編にはゾフィー自身は登場しないものの、80の過去を描いた漫画版（かたおか徹治著、後に『ウルトラ兄弟物語』の単行本に収録）では、態度が悪く未熟な80に手を焼いていたが、80の改心と怪獣打倒をきっかけに一人前の戦士と認め、地球へ派遣したことが描かれている。
ゾフィーとしてではないが、アンドロ警備隊のアンドロメロスとして活躍していた時期もあった。詳細は『アンドロメロス』を参照。
ゲーム『ウルトラマン Fighting Evolution』シリーズには、『2』から登場。ウルトラモードではウルトラマンからレオまでのウルトラ兄弟6人がゼットンに敗れた際、救援に駆けつけている。『3』のウルトラモード「さらばウルトラマン」では、特定の条件を満たすとゼットンに敗北したウルトラマンのもとに駆けつけ、そのままゼットンと対決している。また、チュートリアルでは、タロウにゲームの操作方法を教えている。
2012年の小説『ウルトラマン妹』では、登場ウルトラマンの1人であるアムールの直属の上司という設定になっており、彼女を地球に派遣した。

## テーマ曲
ゾフィーのオリジナルテーマ曲は、バラード調の「ゾフィのバラード」を除けば映画『ウルトラマンZOFFY ウルトラの戦士VS大怪獣軍団』まで作られていなかったため、『ウルトラマンA』以降の登場時は「ウルトラセブンの歌 パート2」の2番-3番の間奏にアレンジを加えたものが、『ウルトラマンタロウ』での戦闘時は「ウルトラ六兄弟」が主に使われた。
「ゾフィのバラード」
作曲・編曲：冬木透
『ウルトラマンA』の劇中曲。当時から詞はあったが録音は行われなかった。
「ゾフィーのバラード」
作詞：上原正三 / 作曲・編曲・補作詞：冬木透 / 歌：水木一郎
「ゾフィのバラード」の歌入りバージョン。1992年のアルバム「TSUBURAYA PRODUCTION HISTORY OF MUSIC」で初めて録音された。
「ウルトラマンゾフィー」
作詞：谷のぼる / 作曲・編曲：菊池俊輔 / 歌：近藤光子、コロムビアゆりかご会
『ウルトラマンZOFFY ウルトラの戦士VS大怪獣軍団』の主題歌。

## ゾーフィ

### 『シン・ウルトラマン』に登場するゾーフィ
映画『シン・ウルトラマン』に登場。カラーリングはゾフィーと異なり、ゴールドとダークネイビーを基調として頭部中央のツバが黒くなっている。カラータイマーのほか、ゾフィーの特徴であるスターマークとウルトラブレスターも存在しない。
光の星の新たな使いとして、ウルトラマン / 神永新二の前に現れる。登場当初はウルトラマンの本来の名であるリピアーで呼んでいたが、地球人の呼び方に合わせてウルトラマンと改める。光の星で禁じられていた人間との融合を果たしたウルトラマンが他者を守るために命を絶った神永を理解したいということを知り、マルチバースすべての知的生命体にその行為こそが地球人類を生物兵器に転用することが可能であると知らせたとして、現時点で地球が廃棄処分になったことを告げると、すべてを今のうちに刈り取ることが最適と判断し、天体制圧用最終兵器であるゼットンを配備する。しかし、人類がゼットン攻略法を編み出したことと、命をかけてゼットンに挑んだウルトラマンの姿を見て考えを改め、人類に敬意を表すると共に地球を滅ぼさず残置することを決定する。瀕死の重傷を負ったウルトラマンには、光の星に戻って掟を破った罪を償うべきと諭すが、地球と人類を心から愛するようになっていたウルトラマンの自分の命を神永に与えてほしいという願いを聞き入れ、彼から神永を分離させると命を与えて地球へ帰還させた。
- 声：山寺宏一[62]
- ゼットンを操るという設定は、放送当時の雑誌の「宇宙人ゾーフィ」という間違った内容の記述が元になっている[63]。
- モチーフは『NEXT』という成田亨が個人的に企画・構想し、ビジュアルデザインを描いていたが、未だ映像化されていない「幻の作品」の金色のボディに黒いラインが入ったヒーロー像となっている[63]。
- マスクは、『帰ってきたウルトラマン』に登場したウルトラマンジャックのマスク（撮影用オリジナル）を3Dスキャンしてデザインされた[64][注釈 8]。体表ラインは、『ウルトラマン』に登場したゾフィーに近いパターンと『A』以降に登場したゾフィーの体表ラインに近いパターンが検討されたほか、頭部中央のラインが黒いものも検討された[64]。
- 山寺は、『ウルトラマン』世代ではない若いマネージャーからの「ゾーフィの声」との連絡に「ゾフィーの間違いだよ」と返したところ、本当にゾーフィだったので驚いたほか、抑揚や年齢感も含めて監督陣と相談しながら数パターンを収録した結果、最も若い感じで演じたものが採用されたという[62]。

## 関連キャラクター
シリーズ内でのオマージュキャラクター
共通してピンチに駆けつける上官として描かれる。
セブン上司
『ウルトラセブン』最終話に登場。セブンの上官であるM78星雲人。
ウルトラマンゼノン
『ウルトラマンマックス』に登場。当初はゾフィーをそのまま登場させる予定だったが諸事情から実現せず、ゾフィーをイメージした新規ウルトラマンのゼノンとなった。
ゾフィーの能力を持つ他のウルトラ戦士の形態
ウルトラマンギンガストリウム
ストリウムブレスでゾフィーの能力を使用可能。
ウルトラマンオーブ サンダーブレスター
ウルトラマンオーブ ブレスターナイト
ウルトラマンジード ファイヤーリーダー
ウルトラマンゼット シグマブレスター

## その他
- 高橋源一郎のパロディ小説『ペンギン村に陽は落ちて』 (ISBN 978-4-591-11861-0) では、女性として登場している（ゾフィーは本来ドイツ人女性に多くみられる名前である）。
- 柳田理科雄原作、筆吉純一郎作画の漫画『空想科学大戦!』では、ゾフィーを基にしたヒーローの「ソフィー」が登場している。
- バラエティ番組『決定！これが日本のベスト100』（テレビ朝日系列、2002年9月8日放送分）の「あなたが選んだヒーローベスト100」では、第100位にランクインした。その際、紹介映像として『レオ』第38話の映像が使用された。
- 2014年から2023年まで同名のお笑いコンビが活動していた。